# (13226) Soulié
(13226) Soulié ist ein Asteroid des Hauptgürtels, der am 20. September 1997 von der tschechischen Astronomin L. Šarounová an der Sternwarte Ondřejov (IAU-Code 557) auf dem Berg Manda in Ondřejov in Tschechien entdeckt wurde.
Der Asteroid wurde am 9. März 2001 nach dem französischen Astronomen Guy Soulié (1920–2015) benannt.
Der Himmelskörper gehört zur Eos-Familie, einer Gruppe von Asteroiden, welche typischerweise große Halbachsen von 2,95 bis 3,1 AE aufweisen, nach innen begrenzt von der Kirkwoodlücke der 7:3-Resonanz mit Jupiter, sowie Bahnneigungen zwischen 8° und 12°. Die Gruppe ist nach dem Asteroiden (221) Eos benannt. Es wird vermutet, dass die Familie vor mehr als einer Milliarde Jahren durch eine Kollision entstanden ist.